# Младост 1А
„Младост 1А“ е квартал на град София, България, разположен в район „Младост“, на 7,3 километра югоизточно от центъра на града.
Разположен е източно от булевард „Александър Малинов“ и северно от булевард „Андрей Ляпчев“. Граничи с кварталите „7-и – 11-и километър“ на север и на изток, „Младост 3“ на юг и „Младост 1“ на запад.

## Улици и произход на имената им
| Път                  | Наречен на                                              | Местоположение |
| -------------------- | ------------------------------------------------------- | -------------- |
| „Александър Малинов“ | Александър Малинов (1867 – 1938), политик               | Карта          |
| „Андрей Ляпчев“      | Андрей Ляпчев (1866 – 1933), политик                    | Карта          |
| „Андрей Сахаров“     | Андрей Сахаров (1921 – 1989), руски физик и общественик | Карта          |
| „Анна Ахматова“      | Анна Ахматова (1889 – 1966), руска поетеса              | Карта          |
| „Д-р София Аврамова“ | София Аврамова (1900 – ?), педагожка                    | Карта          |
| „Кръстьо Раковски“   | Кръстьо Раковски (1873 – 1941), политик                 | Карта          |
| „Ресен“              | Ресен, град в Северна Македония                         | Карта          |

## Транспорт
В района се намират метростанции „Младост 3“ на линия 4 и „Александър Малинов“ на линия 1 на софийското метро, както и автобусните спирки „ХМС“ и „бл. 43 ж.к. Младост 1“, на които спират линии 76 (свързваща района с бул. България и ж.к. Гоце Делчев), 88 (за Зоопарка, Дианабад, Дървеница и ж.к. Дружба 2), 213 (за Централна ЖП гара през „Театър София“) и 305 (за Централна ЖП гара през гара Подуяне).